# Dan Reynolds (pevec)
Daniel Coulter Reynolds, ameriški glasbenik, pevec, tekstopisec in producent glasbenih plošč, * 14. julij 1987, Las Vegas, ZDA. 
Je glavni pevec in vokalist ameriške rock glasbene skupine Imagine Dragons. Reynolds je leta 2011 izdal tudi EP album z naslovom Egyptian - EP, kot duo z ženo Ajo Volkman pod imenom Egyptian. Je prejemnik nagrade Songwriters Hall of Fame Hal David Starlight Award.